# Scopula elwesi
Scopula elwesi är en fjärilsart som beskrevs av Louis Beethoven Prout 1922. Scopula elwesi ingår i släktet Scopula och familjen mätare. Inga underarter finns listade.